# Dan O'Bannon
Daniel Thomas "Dan" O'Bannon, född 30 september 1946 i St. Louis, Missouri, USA, död 17 december 2009 i Los Angeles, Kalifornien, USA var en amerikansk manusförfattare och filmregissör. Han var från 1986 fram till sin död (i Crohns sjukdom) gift med Diane Louise Lindley.

## Filmografi i urval
- 1974 – Dark Star (regi, roll och klippning)
- 1979 – Alien
- 1981 – Dead & Buried
- 1985 – The Return of the Living Dead (regi)
- 1990 – Total Recall
- 1992 – The Resurrected (regi)
- 1992 – Alien 3
- 1995 – Screamers
- 1997 – Alien: Resurrection